# Anderson (Texas)
Anderson ist eine Stadt und Sitz der Countyverwaltung (County Seat) des Grimes County im US-Bundesstaat Texas in den Vereinigten Staaten.

## Geographie
Die Stadt liegt etwa 100 km nordwestlich von Houston, in der Nähe des US Highway 105 und des US Highway 6 im mittleren Südosten von Texas und hat eine Gesamtfläche von 1,3 km² ohne nennenswerte Wasserfläche.

## Geschichte
Der erste Name der Stadt war Fanthorp, später wurde die Stadt in Anderson umbenannt, nach Kenneth Lewis Anderson, dem letzten Vizepräsidenten der Republik Texas, der hier 1845 verstarb.

## Demografische Daten
Das durchschnittliche Einkommen eines Haushalts liegt bei 33.409 USD, das durchschnittliche Einkommen einer Familie bei 34.375 USD. Männer haben ein durchschnittliches Einkommen von 24.135 USD gegenüber den Frauen mit durchschnittlich 22.188 USD. Das Pro-Kopf-Einkommen liegt bei 14.718 USD. 11,0 % der Einwohner und 8,3 % der Familien leben unterhalb der Armutsgrenze. 
17,9 % der Einwohner sind unter 18 Jahre alt und auf 100 Frauen ab 18 Jahren kommen statistisch 129,3 Männer. Das Durchschnittsalter beträgt 42 Jahre (Stand: 2000).

## Sonstiges
In der Nähe der Stadt, zwischen Anderson und Navasota, besitzt der Schauspieler Chuck Norris eine Ranch.